# パリ＝ガリエニ国際バスターミナル

A3号の上下線が二股に分かれている中間に当駅がある

パリ＝ガリエニ国際バスターミナル（パリ ガリエニこくさいバスターミナル、仏:Gare routière internationale de Paris-Gallieni）はパリの東側郊外にあたるセーヌ＝サン＝ドニ県ボビニー郡バニョレにある国際線長距離バス駅である。1993年に供用された欧州で重要なバスターミナルの一つでもある。パリ=ガリエニ国際路線バス駅と訳されることもある。

## 概要
バスターミナル附近を通るパリ環状線と高速道路A3号線の終点のバニョレ門インターチェンジのすぐそばにあり、交通の便が良い。
総面積は6,000平方メートルを超え、オーシャン ベルエアショッピングセンターの西側にあり、二階建ての建物の一階には乗客のチェックインカウンター、改札口、出札窓口、問い合わせ窓口が、二階にはバス及びタクシーの乗降場所となっており、営業時間は6時から23時までとなっている。
建物はイル＝ド＝フランス地域圏の200か所のバス停留所を運営しているイル=ド=フランスモビリティ (フランス語版) (旧称 STIF) が所有しているが、運営会社はユーロラインズで、18か所の乗降所がある。
2020年7月20日、運営会社の法的清算にともない、当ターミナルも閉鎖となった。

## 交通アクセス
地下鉄3号線の東側の終点ガリエニ駅と地下通路を通して直結されており、また駅からRATPバス路線網の76、102、122、221、318及び351系統が発着し、351系統でシャルル・ド・ゴール空港と連絡している。

## 発券
出札窓口はユーロラインズの運営である。